# 卡纳维拉尔角空军基地13号发射台
13号发射复合体(LC-13)位于卡纳维拉尔角空军基地，在1958年至1978年间用于发射宇宙神系列火箭和SM-65宇宙神导弹。它是导弹环从南倒数第三个发射场，位于LC-12和LC-14之间。由于宇宙神火箭到强大性能，该发射台于11,12,14号发射台一同是当时最坚固的发射台。它有一个6米高的混凝土发射台，加强的防护室。火箭经发射台西南方的斜坡送上。 
1962年2月至1963年10月期间，该发射台经改造用于宇宙神-阿金纳火箭的发射。该发射台的改造范围比12,14号发射台的改造更广，其移动服务塔被拆除，取而代之的是新的更大的服务塔。 
LC-13原本由美国空军控制。后来移交给NASA使用一段时间，其后再度易手给美国空军。
LC-13最初用于宇宙神洲际导弹的开发测试。宇宙神B, 宇宙神D, 宇宙神E 以及 宇宙神F导弹都是在该发射台测试的。改造之后，该发射台成为装有来自NASA，美国空军，美国海军，美国国家侦察局的卫星载荷的宇宙神-阿金纳火箭发射场。
1966年8月10日，月球轨道器1号从该发射台发射升空。该卫星为后续阿波罗计划和联盟号计划寻找月面着陆点，并传回了第一幅在月球轨道拍摄的地球照片。
几颗机密卫星，包括Canyon卫星和Rhyolite卫星都是经美国国家侦察局从此地发射的。
1978年4月7日，LC-13进行了最后一次发射，也是发射一枚宇宙神-阿金纳火箭。该发射台是四个宇宙神系列发射台中使用最频繁，服役最久的。1984年4月16日，该发射台被录入國家史蹟名錄，但没有得到维护，逐渐荒废。基于安全考虑，2005年4月6日空軍決定拆除LC-13的移动式塔架，但因塔架严重锈蚀無法常规拆除，不得不使用定向爆破技术。随后该工法成为卡纳维拉尔角拆除发射台的标准方法，SLC-41、SLC-36和SLC-40也是同樣方式拆除的。